# Mariano Rodríguez (ciclista)
Mariano Rodríguez (Bragado, 1 de septiembre de 1993) es un ciclista argentino 
Bragado Cicles Club (Argentina).

## Palmarés
- 2010: 1.º etapa 3 Vuelta a la Pampa  Argentina
- 2010: 2.º Etapa 4 Vuelta a la Pampa  Argentina
- 2010: 2.º Clasificación General Vuelta a la Pampa y Ganador del maillot por puntos   Argentina
- 2010: 12.º Campeonato Panamericano de Vueltas Puntuables  México
- 2010: 3.º GP Cámaras Colla  Argentina
- 2011: Subcampeón Panamericano de Persecución por Equipos   Argentina
- 2011: 15.º Persecución por Equipos Mundial de Pista  Rusia
- 2011: 30.º Persecución Individual Mundial de Pista  Rusia
- 2011: 3.º GP Marcelo Alexandre  Argentina
- 2012: 1.º Etapa 4 Vuelta al Centro de la Provincia de Buenos Aires  Argentina
- 2012: 2.º Clasificación General Vuelta al Centro de la Provincia de Buenos Aires  Argentina
- 2012: 2.º Clasificación General Sub-23 Vuelta al Centro de la Provincia de Buenos Aires  Argentina
- 2012: 2.º Etapa 3 (CRI) Vuelta al Centro de la Provincia de Buenos Aires  Argentina
- 2012: 4.º Etapa 1 Vuelta al Centro de la Provincia de Buenos Aires  Argentina
- 2012: 2.º Puesto en Gerenal Sub 21 Vuelta a Alava Sub-23  España
- 2012: 3.º en Etapa 1 en Vuelta Bidasoa Sub-23  España
- 2012: 10.º puesto Gerenal de la Doble Bragado  Argentina
- 2013 1° Etapa 6 Doble Bragado  Argentina
- 2014 2° Etapa 6 Doble Bragado  Argentina

- Datos: Q5997923